# Alex McLean
Alex McLean, novozelandski veslač, * 18. oktober 1950, Wellington.
McLean je za Novo Zelandijo nastopil na Poletnih olimpijskih igrah 1976 v Montrealu, kjer je novozelandski osmerec osvojil bronasto medaljo. Njegovi soveslači takrat so bili: Tony Hurt, Ivan Sutherland, Trevor Coker, Peter Dignan, Lindsay Wilson, Athol Earl, Dave Rodger ter Simon Dickie (krmar).